# Waltraud Steinhauer
Waltraud Steinhauer (* 8. Februar 1925 in Velbert; † 9. März 2002 ebenda) war eine deutsche Gewerkschafterin und Politikerin (SPD).

## Leben und Beruf
Steinhauer schloss sich 1946 der IG Metall an und arbeitete seit 1948 als Gewerkschaftssekretärin beim DGB-Bezirk Düsseldorf-Mettmann. 1953 nahm sie eine Tätigkeit als Rechtssekretärin beim DGB Nordrhein-Westfalen auf. 1965 wurde sie zur Vorsitzenden des DGB-Bezirkes Siegen gewählt.

## Partei
Steinhauer beantragte am 28. Oktober 1943 die Aufnahme in die NSDAP und wurde zum 1. Februar 1944 aufgenommen (Mitgliedsnummer 9.677.891). Sie schloss sich Januar 1951 der SPD an und war von 1969 bis 1988 Vorstandsmitglied des SPD-Bezirkes Westliches Westfalen.

## Abgeordnete
Steinhauer war seit 1965 Ratsmitglied der Stadt Siegen und dort zeitweise Vorsitzende der SPD-Fraktion. Dem Deutschen Bundestag gehörte sie vom 9. Dezember 1974, als sie für den ausgeschiedenen Abgeordneten Karl Wienand nachrückte, bis 1990 an. Sie war stets über die Landesliste Nordrhein-Westfalen ins Parlament eingezogen. Vom 7. März 1990 bis zum Ende der Wahlperiode war sie stellvertretende Vorsitzende des Sportausschusses.

## Ehrungen
- 1984: Bundesverdienstkreuz 1. Klasse
- 1990: Großes Bundesverdienstkreuz
- Verdienstorden des Landes Nordrhein-Westfalen